# De la misère en milieu étudiant
De la misère en milieu étudiant est le titre d’une brochure d’une vingtaine de pages distribuée le 22 novembre 1966 à l’inauguration officielle du palais Universitaire de Strasbourg, puis aux 18 000 étudiants de la ville par la section locale de l’UNEF, dont l’Internationale situationniste (IS) avait pris le  contrôle six mois plus tôt. Plusieurs réimpressions sauvages en 1967 assurent au texte un public vingt fois plus large, car il appelle à l’expérience de démocratie directe dans les entreprises qui se concrétise en Mai 68, dont il est considéré comme un bréviaire.
Titrée par Guy Debord et rédigée par le syndicaliste tunisien Mustapha Khayati, la brochure dénonce tant les coteries intellectuelles de la société de consommation et de spectacle, que les bureaucraties syndicales et politiques, appelant les étudiants à ne plus perdre de temps dans leurs jeux de pouvoir, pour plutôt redonner à l’espoir de révolution une dimension festive réclamée dans la dernière phrase de ce texte et depuis 1965 par l'IS.
Le sous-titre ajoute au constat de la misère dans ce milieu, « considérée sous ses aspects économique, politique, psychologique, sexuel et notamment intellectuel et de quelques moyens pour y remédier ». Une traduction en chinois par Lou Tche-chen sera publiée en 1972 par Champ libre , maison d’édition à la fois proche du maoïsme, du producteur de cinéma Gérard Lebovici et de Guy Debord, qui vient de rompre avec l’IS. Mustapha Khayati, méfiant envers tous les courants à la mode, leur opposera ensuite son droit d’auteur.
En guise de conclusion, la dernière phrase du texte, « Vivre sans temps mort, jouir sans entraves », commémore la formule « Ne travaillez jamais », lancée dès 1953 par Guy Debord, et inspire le slogan « L'ennui est contre-révolutionnaire » lors de l’occupation situationniste de Nanterre puis celle La Sorbonne en Mai 68, menées par des admirateurs du texte qui ont fait scission de groupes anarchistes pour rejoindre l’IS.

## Contexte universitaire et syndical
Juste après la publication, Le Monde publie une enquête sur la percée des situationnistes, un groupe « international de théoriciens qui a entrepris la critique radicale de la société actuelle sous tous ses aspects en s’appuyant sur la théorie marxiste ».
Le journal nuance sérieusement cette percée en observant que l’UNEF ne réunit plus ainsi que 400 étudiants sur 7 000 à Caen, 150 sur 5 000 à Nanterre et 300 sur 18 000 à Strasbourg, résultat selon Le Monde de « son désir de politisation systématique, son langage abscon ».
Selon le journal, les situationnistes ne font que profiter d’un « état de désintégration » de l’UNEF dans les universités où ont émergé des groupes marxistes, qui ont un « point commun : leur radicalisme et leur désir de retrouver une pureté doctrinale souillée, à leur avis, par les compromissions des appareils syndicaux et politiques », après la double crise dans les années 60 de l’Union des étudiants communistes et de la Jeunesse étudiante chrétienne, qui « avaient longtemps tenu une place importante dans le syndicalisme étudiant », toutes les deux reprises en main, respectivement par le PCF et l’Église.

## Idées développées
La vingtaine de pages se résume à un « refus systématique de toutes les formes d’organisation sociale et politique existant actuellement à l’Ouest comme à l’Est et de toutes les oppositions qui tentent de les transformer », qui réserve ses « coups les plus durs » aux « philosophes, écrivains, artistes les plus progressistes de notre époque », critiqués au même titre que les partis et syndicats, note le journal Le Monde à sa sortie.
L’écrivain Daniel Guérin, auteur de livres sur l’anarchisme, écrit au Monde pour nuancer cette critique et saluer, pour sa part, « une ouverture remarquable vers la construction d’une société nouvelle désaliénée, une invitation positive et concrète faite à la jeunesse de se grouper autour de la seule force désaliénante : le prolétariat, pratiquant l’autogestion dans le cadre de ses conseils ouvriers ».

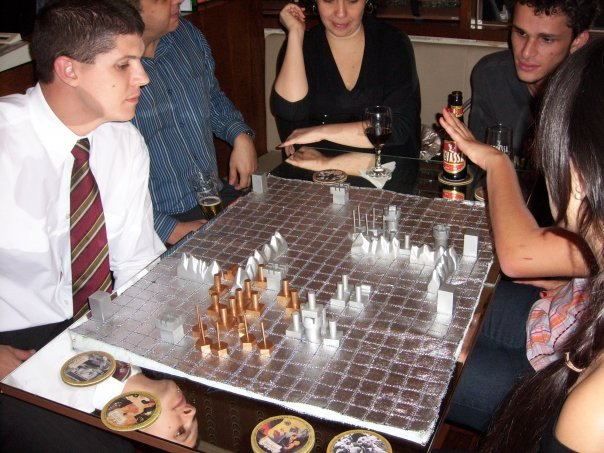
Le Jeu de la guerre au Class Wargames club night, Café com Letras, Belo Horizonte, Brésil, 29 avril 2009

Le Monde publie sur plusieurs jours une succession d’autres déclaration de soutien au texte, signées par des sociologues comme Henri Lefebvre, Alain Touraine et Jean Baudrillard, mais aussi une pétition anti-situationnistes signée, entre autres, par Julien Freund et André Neher.
L’appel à une dimension festive de la révolution, dans la conclusion du texte, fait suite au dépôt en 1965 auprès de la SPADEM (Société de la propriété artistique des dessins et modèles), par Guy Debord, cofondateur de l’IS  des formes et règles du « Jeu de la guerre », un jeu de société fondé sur l’interception des lignes de communication de l’ennemi, qu’il a imaginé dès les années 1950. En 1965 aussi, le situationniste René Viénet en fabrique trois prototypes servant de « modèles de voyage ».
Le texte souligne que « le système économique réclame une fabrication massive d’étudiants incultes et incapables de penser » et que  « tous ses professeurs soient des crétins » alors que « l’étudiant l’ignore (...) avec la volonté consciente de perdre tout esprit critique afin de mieux communier dans l’illusion mystique d’être devenu un étudiant ». Le même étudiant, déplore-t-il, « fait ses délices des polémiques sans passion entre les vedettes de l’intelligence, sur des faux problèmes dont la fonction est de masquer les vrais », en citant dans la foulée une série de noms et de concepts alors à la mode : Althusser – Garaudy – Sartre – Barthes – Picard – Lefebvre – Levi-Strauss – Hallyday – Chatelet – Antoine. Humanisme – Existentialisme – Structuralisme – Scientisme – Nouveau Criticisme – Dialextonaturalisme – Cybernétisme – Planétisme – Métaphilosophisme.

## Communication et diffusion
La diffusion à tous les étudiants strasbourgeois de « De la misère en milieu étudiant » est préparée quelques jours avant par l’affichage mural d’un tract-bande dessinée à la fois marxiste et ironique, dont le titre, « Le Retour de la colonne Durruti  », s’inspire de l’historique Colonne Durruti dirigée par Buenaventura Durruti, la plus célèbre colonne de combattants anarchistes faisant partie des milices confédérales de la CNT et de la FAI, mise sur pied dès les premiers jours de la guerre d’Espagne, forte de 6 000 hommes et pilier des rangs républicains contre les militaires nationalistes.
La brochure est rapidement distribuée sur deux campus, à Nantes et à Nanterre, où l’influence des idées situationnistes devient palpable, et qui seront annonciatrices de Mai 68, puis dans d’autres. Au total, les différentes réimpressions sauvages ont représenté 3 000 000 d'exemplaires dans toute la France, un nombre élevé compte tenu de la population étudiante réduite de 1966.

## Un texte féministe et populiste
Sur la vingtaine de pages, seules quatre lignes sont consacrées à la misère sexuelle, selon l’analyse de l’historienne Ludivine Bantigny, effectuée à l’occasion d’une recherche sur les « politisations du sexe ». La brochure consacre ainsi quelques brefs mots d’éloge à Wilhelm Reich (1897-1957), un philosophe installé en 1930 à Berlin où il a adhéré au Parti communiste d’Allemagne puis rompu avec l’Association psychanalytique internationale de Sigmund Freud en 1933 pour fonder Sexpol, un centre public de recherches et de discussion sur « les conditions de vie contemporaines et les conditions d’épanouissement de la satisfaction sexuelle dans les milieux populaires ». Sexpol attirait de nombreuses associations dans les années 1930 en Allemagne et comptait plus de 100 000 adhérents.
En page 8, la brochure écrit ainsi « trente ans après W. Reich, cet excellent éducateur de la jeunesse, les étudiants continuent d’avoir les comportements érotico-amoureux les plus traditionnels, reproduisant les rapports généraux de la société de classes dans leurs rapports intersexuels », pour déplorer, comme Reich, une « double morale » qui a tendance à persister au milieu des années 1960, plus tolérante en matière de sexualité prénuptiale et de contraception, alors encore peu diffusée, à l’égard des hommes qu’à l’égard des femmes.
L’historienne Ludivine Bantigny rappelle cependant que si Reich parle de sexualité, sa pensée est elle-même peu sexuée et très prudente sur l’homosexualité, qu’il ne faut selon lui ni  « condamner » ni « punir » mais tout de même  « guérir » et que le regain d’intérêt pour sa pensée dans la seconde partie des années 1960 n’a pas entraîné de révolution sexuelle. L’enquête menée sur la sexualité en France par le docteur Pierre Simon, conseiller ministériel, publiée en 1972, souligne certes que l’âge de la première initiation sexuelle s’est abaissé car « 59 % des jeunes Françaises l’ont connue avant leur majorité » (alors à 21 ans), mais qu’une majorité d’ouvriers accorde toujours le plus grand prix à la virginité, seulement pour les filles, ce qui fait dire que « la révolution sexuelle n’est pas là » dans les milieux militants. L’étude montre aussi que si 28 % des femmes américaines déclaraient avoir trompé leur mari, c’est le cas de seulement 11 % des Françaises, tandis que chez les hommes, les proportions sont plutôt équivalentes.
La brochure « De la misère en milieu étudiant » utilise le mot « jouir » quand elle se finit par le slogan « Vivre sans temps mort, jouir sans entraves », entendu non au sens sexuel, mais au sens de « jouir » enfin du temps perdu à cause du travail, d’études ennuyeuses ou des bureaucraties politiques et syndicales qui paralysent l’espoir d’une révolution prolétarienne. L’expression est ainsi précédée de la phrase : « Les révolutions prolétariennes seront des fêtes ou ne seront pas, car la vie qu’elles annoncent sera elle-même créée sous le signe de la fête ».

## Auteur
En cohérence avec ce texte qu’il a écrit ,, et qui porte la signature « les
membres de l’Internationale situationniste et des étudiants de Strasbourg », Mustapha Khayati convoque dans la foulée une assemblée générale de l’UNEF-Strasbourg pour voter l’autodissolution. Selon un livre écrit par deux participants, c’est Guy Debord qui a pris l’initiative du texte, « choisi le titre, déterminé les grandes lignes de son contenu et poussé sa radicalité », mais c’est Mustapha Khayati qui l’a rédigé,. Philippe Artières et Michelle Zancarini-Fournel indiquent aussi qu’il a bien été « rédigé avec la complicité d’un membre de l’IS Mustapha Khayati ».

## Réaction de la presse
Au lendemain de la première distribution de la brochure, une conférence de presse réitère la volonté du nouveau bureau de l’UNEF locale de s’autodissoudre et c’est ce qui focalise les critiques de la presse et de ses gros titres (France-Soir, Le Nouvel Alsacien L’Aurore,
Le Monde, Le Figaro), qui l’évoquent deux jours après, ce qui ne plaît absolument pas aux membres de l’IS car ils y voient une récupération.
Le Figaro du 1er décembre soupçonne ainsi l’IS de lorgner sur les œuvres universitaires (restaurants, bars, centres de vacances, coopératives, etc.) dont le budget annuel s’élève à deux millions de francs.
« Ces étudiants, mi-provos, mi-beatniks (...) relèvent de la psychiatrie » et ces élections sont illégales, va jusqu’à déclarer le recteur dans Paris-Presse, mais il est également rappelé que ce dernier n’a aucun pouvoir sur les affaires internes de l’UNEF.
L’assemblée générale convoquée pour 16 décembre, annulée par le juge, a lieu quand même, devant 400 adhérents, mais c’est un échec : la dissolution proposée par le bureau n’est pas votée. L’UNEF-Strasbourg décide malgré cela, et en dépit des critiques virulentes de la presse, de fermer le bureau d’aide psychologique universitaire en janvier, comme suggéré par la brochure. Le jeune André Vayr-Piova, qui représente l’UNEF-Strasbourg au niveau national, propose que les autres bureaux soient également fermés dans les autres universités partout en France, et que la brochure de Khayati soit rééditée à grande échelle aux frais de la MNEF. Finalement, face à la pression des médias, il sera exclu en mars 1967 par le conseil d’université.

## Rôle de Guy Debord
Le rôle de Guy Debord a été établi grâce à ses lettres à Mustapha Khayati, montrant que les deux hommes préparaient le projet depuis des mois. Debord ne voulait pas que l’IS soit assimilée à la jeunesse. Dans l’une de ses lettres, il qualifie les étudiants de « bestiaux ». Dans une autre, datée du 29 septembre 1966, il estime qu’il « n’y a pas [pour nous] d’étudiant intéressant, en tant qu’étudiant. Son présent et son avenir planifié sont également méprisables ». Guy Debord a rédigé quelques phrases et indiqué le contenu des titres des trois parties. Ses lettres ont surtout fait mention d’un équilibre à trouver entre les noms des auteurs cités, elles ont également conseillé un imprimeur et invité à se soucier des délais d’impression.

## Publications suivantes, fin 1967
L’année suivante paraissent La Société du spectacle de Guy Debord, et Traité de savoir-vivre à l’usage des jeunes générations de Raoul Vaneigem, textes importants de l’IS, mais au moindre succès, publiés respectivement les 14 et 30 novembre 1967, Debord privilégiant ouvertement dans son livre la « formation des conseils ouvriers comme moyen de se sortir de l’emprise du spectacle » et soulignant que l’IS veut faire du quotidien la « sphère du désarmement, de l’aveu et de l’incapacité de vivre » car pour lui, il importait surtout de « porter l’huile là où se trouvait le feu ».
Un extrait du second ouvrage, celui de Raoul Vaneigem, Nous ne voulons pas d’un monde où la certitude de ne pas mourir de faim s’échange contre le risque de mourir d’ennui, parfois repris sous la variante « périr d’ennui », écrit sur l’un des murs de la Sorbonne, est signalé par un article du Figaro du 18 mai 1968,, ce qui l’a inclus dans la liste des centaines de slogans écrits sur les murs en Mai 68,,,.
Cet extrait figure aussi dans un article très court du « Monde » du 31 mai 1968, évoquant par ailleurs Daniel Cohn-Bendit disant dix jours plus tôt, et sans citer l’auteur : « La révolution qui commence remettra en cause non seulement la société capitaliste, mais aussi la civilisation industrielle. La société de consommation doit périr de mort violente. Nous voulons un monde nouveau et original Nous refusons un monde où la certitude de ne pas mourir de faim s’échange contre le risque de périr d’ennui. »,.

## Droit d'auteur
La brochure porte le sigle l’UNEF de Strasbourg comme éditrice. Sa première édition originale comporte la mention « Ce texte peut être librement reproduit même sans indication d’origine », ce qui, dans les mois qui suivent, lui assure de très nombreuses rééditions sauvages et une demi-douzaine de traductions.
La seconde édition, rééditée en 1968 comme un supplément à la revue Internationale situationniste mentionne en quatrième de couverture : « Ce texte peut être librement reproduit, traduit ou adapté même sans indication d’origine ».
Entre l’éditeur et l’auteur, le conflit se focalise sur la vocation du texte. Dans l’échange de courrier entre les deux hommes, Gérard Lebovici fait valoir qu’il a donc le droit de l’éditer sans avoir besoin de demander la permission à quiconque, en particulier à Mustapha Khayati.
Ce dernier, dans son courrier à l’éditeur, fait valoir que « ce texte n’est point fait pour la forme commerciale officielle que vous souhaitez lui donner, et qu’il faut le laisser continuer son chemin à travers les nombreuses éditions sauvages ».

## Réactions au texte à Strasbourg
La totalité du trésor de guerre de l’UNEF-Strasbourg s’étant vue engloutie dans l’impression de la brochure la dénigrant, l’UNEF nationale se joint à « huit amicales d’étudiants » qui intentent une action judiciaire contre les situationnistes, avec l’appui d’une coalition de notables locaux. Un administrateur judiciaire annule la convocation à l’assemblée et retire le contrôle des œuvres universitaires au « comité situationniste ». André Vayr-Piova continue cependant ses actions à la section MNEF, mais il sera battu aux élections universitaires .
Les situationnistes répliquent par un communiqué dénonçant « une union sacrée » agglomérant « justice, presse, soi-disant communistes accouplés aux curés et aux sénateurs », pour traquer le « spectre de la révolution » et « le scandale de notre présence », d’où l’appellation ironique de  « scandale de Strasbourg » pour moquer l’émoi causé par une simple proposition de dissoudre l’UNEF locale ne regroupant plus qu’un étudiant de la ville sur cent, qui témoigne de la crainte de débordements syndicaux quelques années après l’implication victorieuse de l’UNEF dans la fin de la Guerre d'Algérie et la presse régionale, puis française et étrangère s’indignent ,, .
Ensuite, Théo Frey, Jean Garnault et Herbert Holl se brouillent avec l’IS et sont accusés d’avoir fondé une « section secrète » en vue d’exclure Guy Debord et Mustapha Khayati. Ensuite, ils sont eux-mêmes exclus après avoir publié le 16 janvier « La vérité est révolutionnaire », un document dans lequel ils attaquent l’IS, à laquelle André Schneider, tête de liste aux élections de la MNEF, et André Bertrand, concepteur de l’affichage mural, restent cependant fidèles.